# Maladolescenza
Maladolescenza è un film del 1977 scritto e diretto da Pier Giuseppe Murgia. Il film è conosciuto principalmente per le scene di nudità completa e di sesso simulato compiute da giovanissimi adolescenti (Eva Ionesco e Lara Wendel avevano entrambe 11 anni al momento delle riprese, mentre Loeb ne aveva 17), cosa che è stata causa di numerose controversie.

## Trama
Laura e Fabrizio s'incontrano ogni estate nel bosco accanto alla casa dei suoi genitori. Fabrizio è un ragazzo solitario, che ha solo un cane come compagnia; Laura una ragazzina dolce e timida. Ormai sono diventati grandi, e l'estate in arrivo fa scoprire loro l'attrazione sessuale. Fabrizio è divenuto inspiegabilmente crudele, e inizia a tormentare Laura in molti modi fin dal suo arrivo, ad esempio gettandole un serpente sul collo e uccidendo un uccellino dinanzi ai suoi occhi. Fabrizio si vanta di essere il "re della foresta" e rifiuta i tentativi di Laura di essere la sua regina.
Un giorno essi scalano la "Montagna Blu", in una zona solitaria ed inesplorata della foresta, e scoprono rovine di antichi edifici. Esplorandoli, trovano una caverna. Dentro di essa, Fabrizio seduce Laura ed ha con lei dei rapporti sessuali. Gli atteggiamenti crudeli di Fabrizio si uniscono alle sue nuove pulsioni sessuali. Ad un certo punto quasi violenta Laura, lasciandola sconvolta.
Gli eventi precipitano quando i due incontrano Silvia. Fabrizio sviluppa una fascinazione per lei, portando Laura a fare tutto quello che vuole pur di non perderlo e Fabrizio le ordina di avvicinare Silvia e convincerla a seguirli nel bosco. A differenza di Laura, fino a poco prima ancora vergine, Silvia è spigliata, ubbidiente e disinibita. Silvia si accorge dell'interesse di Fabrizio nei suoi confronti e ben presto sostituisce Laura, trasformandola in una serva e vittima, mentre Fabrizio trae godimento da ciò.
Laura, riluttante a lasciare il suo vecchio amico e nuovo amante, resta e diventa il bersaglio del duo, che cresce progressivamente in crudeltà. Ad un certo punto, essi "cacciano" Laura con arco e frecce, affermando di volerla uccidere e fingendo di gettarla giù da un burrone. Poi, per sfregio, fanno l'amore di fronte a lei, insistendo che la sua punizione consiste nel guardarli, lasciando Laura confusa ed infelice.
Alla fine dell'estate, mentre le ragazze parlano della riapertura della scuola che si avvicina, Fabrizio insiste per portare anche Silvia alla caverna, per la prima volta. Tutti e tre si rifugiano poi nella caverna per sfuggire ad una tempesta, e Fabrizio finge di essersi perso, come aveva fatto precedentemente con Laura. Silvia scoppia in lacrime chiamando la sua mamma, mentre ogni traccia di maturità sembra essere stata cancellata dal terrore della caverna. Fabrizio ripete a Silvia di star con lui per sempre, e la accoltella a morte, quindi ordina a Laura di tornare a casa mentre lui rimane nella caverna, solo con il cadavere di Silvia.

## Produzione
Il film fu coprodotto da due agenzie di Monaco di Baviera insieme ad una italiana, e girato tra il 17 agosto ed il 16 settembre 1976, filmato nell'Austria del nord e in Carinzia. La scelta di far interpretare la parte di Silvia alla piccola Eva Ionesco non fu casuale, essendo la ragazzina già famosa per le controversie dovute alle sue pose erotiche in foto scattate e pubblicate dalla madre Irina Ionesco, quando Eva aveva solo 5 anni.
Nel maggio 1977, durante la conferenza stampa di presentazione del film, Eva Ionesco disse che esso era "volgare, scioccante e inutile".

## Colonna sonora
Pippo Caruso ha composto e diretto per la colonna sonora del film i temi Maladolescenza, Il labirinto, La montagna azzurra e La città segreta. La colonna sonora è stata pubblicata nel 1977 in formato LP dall'etichetta discografica Cinevox con numero di catalogo 33.110. L'album è stato ristampato nel 2004 in CD dalla Digitmovies con numerose tracce aggiuntive.

## Distribuzione

### Home video
In Germania, benché il film fosse stato proiettato nelle sale nella versione completa di 91 minuti nel 1977, le proteste del pubblico furono tali che tutte le scene di sesso e morte dei bambini furono tagliate dalla versione home video, ridotta a soli 77 minuti.
In Italia, invece, nel 1990 fu pubblicata una videocassetta per il noleggio contenente la versione integrale realizzata dalla KineO Video con distribuzione Panarecord.
Nel 2004 fu distribuito in Germania un DVD rimasterizzato con la versione integrale di 91 minuti. Questa versione fu poi bandita dalla Germania nel 2006, quando una corte condannò il materiale come pedopornografico, imponendo di ritirare dal commercio tutte le copie del DVD. Nel 2010, una corte olandese ha definito il film pedopornografico.